# منى الكرد
منى نبيل الكرد (مواليد 15 مايو 1998) هي ناشطة و‌صحفية درست الإعلام في جامعة بيرزيت في الضفة الغربية وبرزت خلال تغطيتها لأحداث الشيخ جراح في مدينة القدس المُحتلّة. 

## حياتها
ولدت منى عام 1998 في حي الشيخ جراح. ومنذ صغرها، تعرضت هي وعائلتها للمضايقات والتهديدات بالإخلاء من قبل السلطات الإسرائيلية. وفي عام 2009، استولى المستوطنون الإسرائيليون على نصف منزلها بحجة البناء دون تصريح. تواجه عائلتها اليوم قرار المحكمة الإسرائيلية الذي سيطردهم من النصف الثاني من منزلها مع 11 عائلة أخرى. مُنحوا 30 يومًا لمغادرة المنزل، لكن محامي الأسرة قدم استئنافًا إلى المحكمة المحلية. وبررت المحكمة الإسرائيلية حكمها لصالح منظمات المستوطنين الإسرائيليين بحجة قانون التقادم قائلة إن أكثر من 30 عامًا مرت منذ مطالبة المستوطنين بالأرض وتسجيلها.
في عام 2021 تم تسمية منى الكرد وأخيها، محمد الكرد، ضمن القائمة السنوية «أكثر 100 شخصية مؤثرة في العالم» التابعة لمجلة تايم.